# Tiemoro Traoré
Tiemoro Traoré (em francês: Tiémoro) foi um nobre senufô do Reino de Quenedugu. Era filho do fama Tiemonconco Traoré (r. 1840–1845) e irmão de Daúda (r. 1860–1862). Em 1862, quando Molocunanfá faz uma revolução palaciana para derrubar Daúda, Tiemoro não apoiou seu irmão. Em 1872-1873, participou na expedição sob Tiebá (r. 1866–1893) contra Folona, o país de Nielé. Na expedição é descrito como chefe de sofás.